# Тргет
Тргет (хорв. Trget) — населений пункт у Хорватії, в Істрійській жупанії у складі громади Раша.

## Населення
Населення за даними перепису 2011 року становило 35 осіб.
Динаміка чисельності населення поселення:

## Клімат
Середня річна температура становить 13,98 °C, середня максимальна – 26,98 °C, а середня мінімальна – 0,81 °C. Середня річна кількість опадів – 935 мм.
| Клімат поселення                              | Клімат поселення | Клімат поселення | Клімат поселення | Клімат поселення | Клімат поселення | Клімат поселення | Клімат поселення | Клімат поселення | Клімат поселення | Клімат поселення | Клімат поселення | Клімат поселення | Клімат поселення |
| Показник                                      | Січ.             | Лют.             | Бер.             | Квіт.            | Трав.            | Черв.            | Лип.             | Серп.            | Вер.             | Жовт.            | Лист.            | Груд.            |                  |
| Середній максимум, °C                         | 10,18            | 10,45            | 13,57            | 16,68            | 21,68            | 25,97            | 26,98            | 26,82            | 22,22            | 17,76            | 12,91            | 9,92             |                  |
| Середня температура, °C                       | 5,48             | 5,75             | 8,87             | 11,99            | 16,97            | 21,28            | 23,79            | 23,63            | 19,03            | 14,57            | 9,73             | 6,72             |                  |
| Середній мінімум, °C                          | 0,81             | 1,06             | 4,17             | 7,30             | 12,27            | 16,59            | 20,59            | 20,43            | 15,84            | 11,36            | 6,53             | 3,52             |                  |
| Норма опадів, мм                              | 77               | 62               | 66               | 70               | 62               | 71               | 48               | 72               | 88               | 112              | 117              | 90               |                  |
| Середньомісячна швидкість вітру, м/с          | 2.87             | 3.08             | 3.12             | 2.98             | 2.68             | 2.58             | 2.58             | 2.58             | 2.69             | 2.94             | 3.18             | 3.08             |                  |
| Середньомісячна сонячна радіація, кДж/м²·день | 4508             | 7393             | 10777            | 15376            | 19655            | 21455            | 22225            | 19535            | 14279            | 9204             | 4987             | 3834             |                  |
| --------------------------------------------- | ---------------- | ---------------- | ---------------- | ---------------- | ---------------- | ---------------- | ---------------- | ---------------- | ---------------- | ---------------- | ---------------- | ---------------- | ---------------- |
| Джерело:                                      |                  |                  |                  |                  |                  |                  |                  |                  |                  |                  |                  |                  |                  |